# La festa (Adriano Celentano)
La festa è una raccolta discografia di Adriano Celentano, pubblicata dall'etichetta discografica Clan Celentano nel marzo 1966.

## Storia
Pubblicato subito dopo la partecipazione al Festival di Sanremo 1966, contiene la canzone Il ragazzo della via Gluck (che, anche se eliminata alla kermesse, ottenne un grande successo di vendita), insieme a Chi era lui, lato B dello stesso singolo.
Questa antologia, pur inserita nel normale catalogo delle pubblicazioni del Clan, era in realtà riservata ai lettori della rivista di fotoromanzi Bolero Film (anno XX, nº990 del 24 aprile 1966).
Per questi motivi, pochi mesi dopo, a novembre, viene pubblicato l'album ufficiale, intitolato come la canzone presentata al festival.
Molte delle canzoni sono state registrate negli studi della RCA Italiana a Roma; il tecnico del suono è Pino Mastroianni.
Tutte le canzoni sono arrangiate dal maestro Detto Mariano, che dirige la sua orchestra.
Nella ristampa su CD del 1996 (Clan Celentano SP 60772) è stata aggiunta la bonus track Pasticcio in Paradiso, retro del singolo Pregherò, pubblicato nel 1962. Nel 2011, l'album originale, senza traccia aggiuntiva, è stato rimasterizzato con tecniche digitali (Clan Celentano 3259130004519).

## Copertina
Sulla copertina, invariata nelle varie edizioni, Adriano seduto su uno sgabello suona la chitarra elettrica.

## I brani
Tre sono gli inediti sull'album, oltre i brani del singolo sanremese Il ragazzo della via Gluck/Chi era lui, vi è la title track La festa (pubblicata su 45 giri alla fine del 1965), canzone nata per lanciare un nuovo ballo, il "grab", che in realtà non riscosse successo. Tutte le altre canzoni erano già state pubblicate sull'album precedente, la facciata A del quale è esattamente il lato B di questa raccolta.

## Tracce
L'anno indicato è quello di pubblicazione del singolo.

Durate dei brani riportate sul tondo del vinile ACC/LP 40006, eccetto gli inediti.
1966 - LP originale, 1996 - CD
Lato A
1. Il ragazzo della via Gluck – 4:13 (testo: Luciano Beretta, Miki Del Prete – musica: Adriano Celentano[2]) – inedito
2. Chi ce l'ha con me – 3:20 (testo: Miki Del Prete, Mogol – musica: Pino Massara) – 1965
3. Chi era lui – 2:49 (testo: Miki Del Prete, Mogol – musica: Paolo Conte) – inedito
4. Il problema più importante (If You Gotta Make a Fool of Somebody) – 2:31 (testo: Luciano Beretta, Miki Del Prete – musica: Rudy Clark) – 1964
5. Sabato triste – 3:23 (testo: Miki Del Prete, Don Backy – musica: Adriano Celentano, Mariano Detto) – 1963
6. Non mi dir (Symphonie) – 2:12 (testo: Miki Del Prete, Claudio Adorni – musica: André Tabet, Alex Alstone) – 1964
7. La festa – 3:40 (testo: Luciano Beretta, Miki Del Prete – musica: Pino Massara) – 1965

Lato B
1. Stai lontana da me – 2:13 (testo: Mogol – musica: Bacharach, Hilliard) – 1962
2. Sei rimasta sola – 2:22 (Ricky Gianco, Del Prete) – 1962
3. Uno strano tipo – 2:05 (Celentano, Don Backy, Miki Del Prete, Mogol) – 1963
4. Pregherò – 2:59 (King, Glick, Don Backy) – 1962
5. Grazie, prego, scusi – 2:05 (testo: Miki Del Prete, Mogol – musica: Pino Massara) – 1963
6. Capirai – 1:55 (testo: Mogol – musica: Pino Massara)
7. Ciao ragazzi – 2:33 (testo: Miki Del Prete, Mogol – musica: Adriano Celentano, Mariano Detto) – 1965

Bonus track, 1996 - CD (SP 60772)
1. Pasticcio in paradiso – 1:50 (testo: Miki Del Prete – musica: Ricky Gianco) – 1962

Durata totale: 40:10

## Formazione
- Adriano Celentano - voce, chitarra

### I Ribelli
- Gianni Dall'Aglio - batteria
- Giorgio Benacchio - chitarra
- Detto Mariano - tastiere, seconda voce
- Natale Massara - sassofono, fiati
- Jean Claude Bichara - chitarra, percussioni
- Philippe Bichara - basso